# Мембранное предохранительное устройство

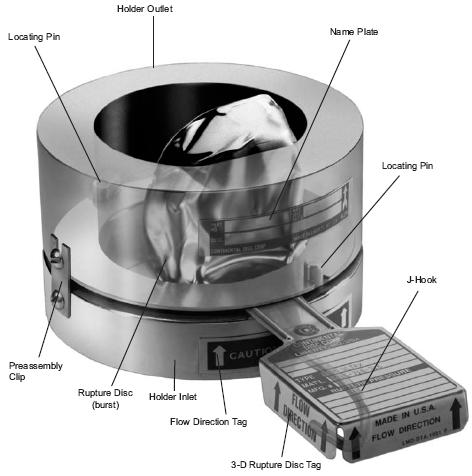
Мембранное предохранительное устройство в сборе в процессе срабатывания (разрыва предохранительной мембраны)

Мембранное предохранительное устройство (МПУ) — устройство, относящееся к предохранительной трубопроводной арматуре и состоящее из разрывной предохранительной мембраны (одной или нескольких) и узла её крепления (зажимающих элементов) в сборе с другими элементами, обеспечивающее необходимый сброс массы парогазовой смеси при определенном давлении срабатывания. МПУ применяются для защиты объектов технологического оборудования, сосудов и трубопроводов от опасных перегрузок избыточным и (или) вакуумметрическим давлением, создаваемых рабочими средами и устанавливаются на патрубках или трубопроводах, непосредственно присоединенных к оборудованию.
На поясняющем рисунке справа:
- Rupture Disc (burst) — предохранительная мембрана (разорвана);
- 3-D Rupture Disc Tag — хвостовик мембраны с указанием направления потока;
- J-Hook — отводная трубка для сигнального манометра (контроль исправности мембран);
- Holder Inlet и Holder Outlet — входной и выходной зажимающие элементы;
- Preassembly Clip — предустановочный крепёж;
- Locating Pin — установочные штифты;
- Flow Direction Tag — указатель направления потока;
- Name Plate — табличка.

Где:
Мембрана предохранительная — предохранительный элемент МПУ, разрушающийся при заданном давлении и освобождающий при этом необходимое проходное сечение для сообщения защищаемого сосуда (трубопровода) со сбросной системой.
Зажимающие элементы — детали, служащие для закрепления (зажима) предохранительной мембраны по краевому кольцевому участку.

## Виды предохранительных мембран
Мембранные предохранительные устройства разделяются на:
- с разрывными мембранами, применяющиеся на жидких и газообразных средах — с предохранительной мембраной, плоской или куполообразной, работающей на разрыв под давлением, действующим на её поверхность.
- с «хлопающими» мембранами, применяющиеся в основном на газообразных средах — с куполообразной предохранительной мембраной, работающей на потерю устойчивости (хлопок) под давлением, действующим на выпуклую поверхность. Теряя устойчивость, мембрана разрезается на ножевых лезвиях либо разрывается по предварительно ослабленному сечению[1].
- с разрывными стержнями разрабатывают для условий, обеспечения сверхточного срабатывания[2].

## Типовые мембранные предохранительные устройства
- устройство с разрывной мембраной (плоской, предварительно выпученной, пакетной с прорезями и др.), применяемое при отсутствии колебаний противодавления со стороны сбросной системы. При необходимости предусматривается противовакуумная опора (перфорированная куполообразная оболочка, выпуклая поверхность которой соответствует вогнутой поверхности предохранительной мембраны, она предотвращает деформацию тонких мембран и образование на них микротрещин при вакуумировании защищаемого оборудования).
- устройство с «хлопающей» мембраной, работающее на потерю устойчивости, применяемое при отсутствии колебаний противодавления со стороны сбросной системы. При необходимости предусматриваются ножевые лезвия (элементы, обеспечивающие разрезание «хлопающей» мембраны в процессе потери устойчивости).
- устройство с разрывной и вспомогательной мембранами, применяемое при колебаниях противодавления со стороны сбросной системы. Межмембранный объем должен сообщаться с сигнальным манометром (для контроля исправности мембран). Выдерживая максимально возможное давление со стороны сбросной системы, вспомогательная мембрана должна срабатывать (разрушаться) при давлении, не превышающем давления срабатывания разрывной мембраны.
- устройство с «хлопающей» и вспомогательной мембранами, применяемое при колебаниях противодавления со стороны сбросной системы. Межмембранный объем также должен сообщаться с сигнальным манометром (для контроля исправности мембран). Выдерживая максимально возможное давление со стороны сбросной системы, вспомогательная мембрана должна срабатывать (разрушаться) при давлении, не превышающем давления срабатывания «хлопающей» мембраны.
- специальное устройство, применяемое в криогенных резервуарах и трубопроводах для защиты теплоизоляционной полости от повышения давления при аварийной ситуации, в котором мембрана сваркой соединена с установочным кольцом[1][3].

## Схемы и требования к установке МПУ
МПУ используются как в качестве самостоятельных предохранительных устройств, так и в сочетании с предохранительными клапанами.
В качестве самостоятельных предохранительных устройств МПУ устанавливаются:
- вместо рычажно-грузовых и пружинных предохранительных клапанов, когда эти клапаны в рабочих условиях конкретной среды не могут быть применены вследствие их инерционности или других причин;
- для защиты сосудов от опасных перегрузок вакуумметрическим давлением;
- для одновременной защиты сосудов от опасных перегрузок как вакуумметрическим, так и избыточным давлением.

В сочетании с предохранительными клапанами МПУ устанавливаются:
- перед клапанами 
  - когда клапаны не могут надежно работать вследствие вредного воздействия рабочей среды (коррозия, эрозия, полимеризация, кристаллизация, закоксовывание, прикипание, примерзание и т.п.);
  - с целью предотвращения возможных утечек через закрытые клапаны токсичных, взрывопожароопасных рабочих сред;
  - для обеспечения возможности контроля и регулирования клапанов (при установленных «хлопающих» мембранах или разрывных с противовакуумными опорами) без их демонтажа.
- параллельно с клапанами 
  - для увеличения пропускной способности систем сброса давления. Предохранительный клапан небольшого сечения реагирует на повышение давления неаварийного характера («дежурный» клапан). МПУ большего сечения, рассчитанное на аварийный сброс среды, реагирует при открытом клапане на аварийное повышение давления.
- за клапанами 
  - когда клапаны не могут надежно работать вследствие вредного воздействия среды со стороны сбросной системы (коррозия, обледенение и др.);
  - для исключения влияния колебаний противодавления со стороны сбросной системы на точность срабатывания клапанов[3][4].